# Sdružení organizací homosexuálních občanů v ČR
Sdružení organizací homosexuálních občanů v České republice (SOHO v ČR) bylo střešní organizací českého gay a lesbického hnutí v letech 1990–2001. Jejím nástupnickým sdružením se stala Gay iniciativa v ČR, která pod stejným identifikačním číslem existovala v letech 2001–2006.

## Historie

### Založení
SOHO – Sdružení organizací homosexuálních občanů v České republice bylo založeno dne 24. června 1990 v Brně. Vzniklo na základě konsenzu několika subjektů, které vznikly po Sametové revoluci, aby hájily zájmy českých a slovenských gayů a leseb. Byli to čtyři průkopníci rodícího se gay a lesbického hnutí: společenská organizace Svaz Lambda, politické Hnutí za rovnoprávnost homosexuálních občanů (HRHO), komerční firma LEGA Pardubice a celoslovenské Hnutie Ganymedes.

## Členské organizace
Kromě zakládajících subjektů se postupně přidaly regionální organizace:
- Praha: Men-klub Lambda, Logos, Centrum turistiky a sportu, A-klub, Promluv, Lesbian-klub Lambda
- Brno: Stud Brno, Lambda, Sapfó klub
- České Budějovice: Jihočeská Lambda
- Cheb: Gay klub Cheb
- Chomutov: Gay klub Adam
- Jihlava: Gay klub Vysočiny
- Karlovy Vary: Sdružení pořadatelů Mezinárodního duhového festivalu
- Litvínov: Gay klub 4
- Most: Gay klub Most (poté Sokrates Most, nyní Most k naději)
- Olomouc: Ucho Olomouc
- Ostrava: Klub Lambda Ostrava
- Pardubice: LEGA (poté GL sdružení Pardubice)
- Plzeň: Patrick klub, 4 HP klub
- Prostějov: PV klub
- Slaný: G&L klub Slaný
- Sokolov Gay klub Sokolov
- Šumperk: Gay klub Ludvík IV. (poté Junior Šumperk)
- Teplice: Gay klub Teplice
- Ústí nad Labem: Mykonos (poté Sokrates Ústí nad Labem)

## Činnost organizace
SOHO pracovalo formou čtvrtletních setkání Parlamentu SOHO, uspořádaných vždy některou z regionálních organizací v příslušném městě. Vyřizováním běžné agendy a reprezentací hnutí navenek bylo pověřeno Prezidium SOHO v čele s dlouholetým prezidentem Jiřím Hromadou.
V červnu 2000 oslavilo SOHO své desáté narozeniny při finálovém galavečeru soutěže Gay Man ČR v Brně. Současně ale společenský vývoj i probíhající změny v gay a lesbické komunitě vedly k proměně hnutí. SOHO se v roce 2001 transformovalo ze střešní organizace na sdružení fyzických osob a jeho bývalé prezidium pod novým názvem Gay iniciativa v ČR působilo dalších 5 let především v oblasti veřejné osvěty a politické reprezentace zájmů sexuálních menšin.
Gay iniciativa v ČR formálně ukončila svou činnost po přijetí zákona o registrovaném partnerství v roce 2006. Někdejší předseda Jiří Hromada se jí i poté příležitostně zaštiťuje coby neformálním uskupením.